# Duško Tošić
Duško Tošić - em sérvio, Душко Тошић (Zrenjanin, 19 de Janeiro de 1985) - é um ex futebolista sérvio que atuava como lateral-esquerdo.

## Carreira
Ele fez sua estreia pela seleção nacional contra a Noruega em 15 de novembro de 2006, um amistoso que terminou empatado em 1-1.
Ele fez parte do elenco da Seleção Sérvia de Futebol, em Pequim 2008.

## Títulos

### Sochaux
- Coupe de France: 2006–07

### Werder Bremen
- DFB-Pokal: 2008–09
- copa da UEFA: vice 2008–09

### Estrela Vermelha
- Copa da Sérvia: 2011–12

### Besiktas
- Campeonato Turco: 2015–16

### Individual
Serbian SuperLiga Time do ano: 2010–11, 2011–12